# Pisinga

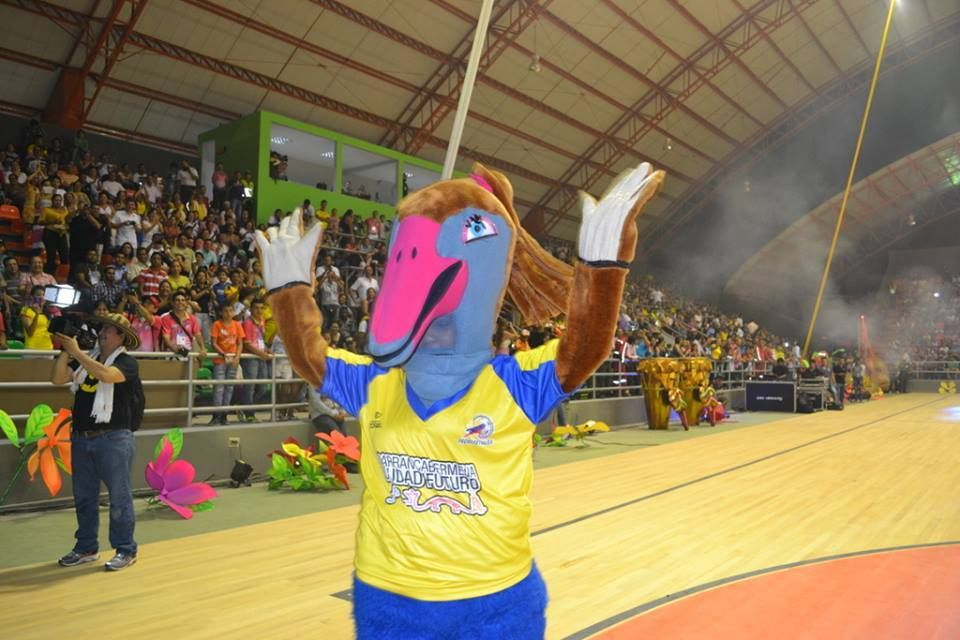
Mascote Pisinga, no II Mundial realizado na Colômbia em 2013.

Pisinga é a mascote do Campeonato Mundial Feminino de Futebol de Salão - AMF em Barrancabermeja, na Colômbia em 2013. Pisingo é uma ave da família dos patos (Dendrocygna viduata), e foi o animal representado pela mascote do sexo feminino no segundo Mundial Feminino de Futebol de Salão AMF. A espécie foi escolhida como mascote segundo o criador, por representar fácil adaptação em situações difíceis e estar sempre ativa, em comparação as jogadoras de futebol de salão da Seleção Colombiana; e por ser uma espécie constantemente ameaçada por caçadores na Colômbia.